# Стрелков, Станислав Юрьевич
Станислав Юрьевич Стрелков (род. 6 ноября 1967, Москва) — советский и российский актёр театра, кино и дубляжа, режиссёр дубляжа.

## Биография
Родился в Москве 6 ноября 1967 года.
В 1985 году поступил, а в 1989 году окончил актёрский факультет ВГИКа им. С. А. Герасимова, мастерскую народного артиста СССР С. Ф. Бондарчука.
Актёр кино с 1989 года (первый фильм в кинобиографии — «Спутник планеты Уран», Узбекфильм)
Является актёром дубляжа (с 1989 г. — более 500 ролей), режиссёром дубляжа (более 50 фильмов и сериалов. Полный список режиссёрских работ по дубляжу: Станислав Стрелков — фильмы — Кинопоиск (kinopoisk.ru). Среди них: «Любовь в словах и картинах», «Отрочество» («Boyhood»), «Одна встреча», «Поймать Санту», «Царь скорпионов-4», м/ф «Отряд супергероев» − I, II сезоны (52 серии), «Грозная семейка» (т/к «Никелодион», 26 серий), «Призраки дома Хатэвэй» (т/к «Никелодеон», 26 серий), «Оборотень: зверь среди нас», «Мертвец из Тумбстоуна», «Проклятие Чаки» и др.), актёром и режиссёром закадрового озвучивания фильмов и программ (с 2002 г. для DVD и ТВ-каналов — более 2000 фильмов) . Принимает участие в создании компьютерных игр (более 200), мультфильмов, аудиокниг, кинокапустников и др.
С 2002 года на базе одной из столичных студий ведёт преподавательскую работу по теме: «Закадр, липсинг, дубляж», автор экспресс-метода, суть которого в уникальном сочетании подачи материала «от простого — к сложному» — за несколько интенсивных практических занятий неопытный актёр приобретает необходимые знания и навыки работы у микрофона. Среди учеников: Александр Головчанский, Василий Зотов, Ольга Зюзина, Иван Калинин, Сергей Смирнов, Александр Зачиняев, Павел Кипнис, Евгений Хазов и другие.
Автор книг: «Искусство озвучивать фильмы» (1-е издание, 2014 г.), «Дубляж: в поисках правды» (2017 г.), «Голос как бренд» (2020 г., презентация состоялась 4 декабря 2019 года).
В разные годы, с 1994 по 2009 гг., — диктор, редактор, режиссёр, ведущий прямого эфира, автор и ведущий программ на государственных радиостанциях «Радио России» и «Голос России».
Член Союза журналистов России и Международной федерации журналистов.
Имеет дочь Александру (род. 14 декабря 2015 г.)

## Творчество

### Фильмография
- 2022 — Первый Оскар (реж. Сергей Мокрицкий) — Николай Власик
- 2022 — Алекс Лютый. Дело Шульца (реж. Л. Белозорович) — Мезенцев Антон Иванович
- 2019 — Екатерина. Самозванцы. (реж. Д. Иосифов) — Олсуфьев Адам Васильевич
- 2019 — Золото Лагина (реж. Л. Белозарович) — Виталий Шевелёв
- 2018 — Мосгаз-5 (Сатана) (реж. Ю. Мороз) — Генерал Минобороны СССР
- 2018 — Ералаш (реж. А. Гройс) — Полицейский Серёжа
- 2018 — Икра (реж. В. Воробьёв) — Шубин
- 2016 — Екатерина. Взлёт. (реж. Д. Иосифов) — Олсуфьев Адам Васильевич
- 2014 — День дурака (Ревизор) (реж. А.Баранов, прод. Т. Бекмамбетов) — Губернатор А. Б. Кошкин
- 2014 — Розыск (Пропавшие без вести)(реж. Р. Трофимов), 21-я серия — Семён
- 2013 — По лезвию бритвы (реж. С. Кожевников) — Ханке
- 2013 — Пятницкий-3 (реж. Г. Фёдоров), серия 16-я «Ответный ход» — Начальник оперов
- 2013 — Поиски улик (реж. И. Хотиненко), 6-я серия — Бригадир Орлов
- 2013 — Не женское дело (реж. А. Калугин), 8-я серия — Ребров
- 2013 — Кабаре без границ (реж. Р. Сорокин, ТВ-проект) — Фин.директор
- 2013 — Весёлые истории (реж. В. Панжев) — калейдоскоп персонажей
- 2013 — Долгий путь домой (реж. О. Доброва-Куликова) — Чиновник мэрии
- 2013 — Сталин с нами (НТВ, реж. П. Кротенко) — Маленков
- 2013 — Последнее лето (реж. Е. Звездаков) — Барсик (сцена удалена из фильма продюсерами)
- 2012 — Хомячки Дарвина, (скетч-шоу, реж. В. Соколовский) — калейдоскоп персонажей
- 2012 — Бегство на Марс (диплом, реж. Н. Кириллов) — Философ
- 2012 — Операция «Кукловод» (реж. К. Захаров) — Экономист Борис
- 2012 — Карпов (реж. И. Щёголев) — Нач. УГРО
- 2012 — Собачья работа (реж. А.Рудаков) — Администратор Альберт
- 2012 — Право на правду (Охота на сурков), (реж. С. Назиров) — Насонов
- 2011 — Земля людей (реж. С. Говорухин) — Психолог
- 2010 — МАсквичи (реж. Д. Даковик) — Лох
- 2010 — Каменская-6 (Чёрный список) (реж. М. Ким,Е. Анашкин) — Галиновский
- 2009 — Зверобой (реж. А. Степанов) — Босс из Москвы
- 2009 — Исаев (реж. С. Урсуляк) — Газарян
- 2007 — Ликвидация (реж. С. Урсуляк) — Следователь Наимов
- 2005 — Долгое прощание (реж. С. Урсуляк) — Звезда театра
- 2005 — Королевство кривых… (реж. А. Якимчук) — Некто
- 2005 — Лола и маркиз (реж. В. Донсков) — Председатель правления
- 2004—2013 — Кулагин и партнёры — эпизоды
- 2004 — Время жестоких (реж. В. Плоткин) — Представитель властей
- 2004 — Надежда уходит последней (реж. Е. Соколов) — Сергей
- 2004 — Любовь.ru (реж. В. Басов-мл.) — Сергей
- 2004 — Фитиль (реж. Ю. Колесник, сюжет «Мягкая посадка») — техник
- 2004 — 4 таксиста и собака (реж. Ф. Попов) -Пассажир без штанов
- 2003 — Спасти и выжить (реж. А. Щурихин) — Малыгин
- 2003 — Оперативный псевдоним (реж. И. Талпа) — Дознаватель
- 2003 — Полосатое лето (реж. Е. Цыплакова) — Титоренко
- 2003 — Магнитные бури (реж. В. Абдрашитов) — Савчук
- 2002 — Красный змей (реж. Д. Танасеску) — Нечаев
- 2002 — Марш Турецкого-2 (реж. М. Туманишвили) — Владелец обменника
- 2001 — Маросейка, 12 (реж. С. Белошников) — Виктор
- 2000 — Вместо меня (реж. В. Басов-мл.) — Славик
- 2000 — Президент и его внучка (реж. Т. Кеосаян) — Телохранитель президента
- 2000 — Марш Турецкого (реж. М. Туманишвили) — Поставщик
- 1995 — Шизофрения (реж. В. Сергеев) — Сотрудник охраны
- 1995 — Одинокий игрок (реж. В. Басов-мл) — Славик
- 1995 — Прибытие поезда (реж. В. Хотиненко) — Телохранитель шефа
- 1993 — Шаг вправо, шаг влево (реж. Ю. Сабитов) — Лейтенант
- 1992 — Воспитание жестокости у женщин и собак (реж. И. Селезнёва) — Сержант
- 1992 — Сталин (реж. И. Пассер) — Василий Сталин
- 1992 — Три дня вне закона (реж. Т. Спивак) — Олег
- 1991 — На Дерибасовской хорошая погода, или На Брайтон-Бич опять идут дожди (реж. Л. Гайдай) — Камикадзев
- 1991 — Влюблённый манекен (реж. В. Макаров) — Сержант Ковалёв
- 1991 — Щен из созвездия Гончих Псов (фильм) (реж. Э. Гаврилов) — Ося
- 1990 — Неизвестные страницы из жизни разведчика (реж. В. Чеботарёв) — Ханц
- 1990 — На что стоите?, к/с ВГИК (реж. В. Токарская) — Странный человек
- 1990 — Ванька-встанька (реж. А. Кокорин) — Митька Ходников
- 1989 — Спутник планеты Уран (реж. Х. Ахмар) — Джон Париш

### Озвучивание мультфильмов
- 2004 — Шейдулла-лентяй — читает текст
- 2004 — Лиса-сирота — читает текст
- 2004 — Царь и ткач — читает вступительный текст / иноземный царь / алхимик
- 2008 — Как помирились Солнце и Луна
- 2011 — Братья

#### Программы
- 2004—2005 — Звёздная семейка (кукольное шоу канала ДТВ-Viasat) — Филипп Киркоров